# Édouard Gagnon
Édouard Gagnon P.S.S. O.C. (Port Daniel, Québec, 15 de janeiro de 1918 — Montreal, 25 de agosto de 2007) foi um cardeal canadense foi presidente do Pontifício Conselho para a Família.

## Biografia
Édouard Gagnon nasceu em Port-Daniel, Quebec, um entre 13 filhos. Sua mãe era meio irlandesa, seu pai um carpinteiro franco-canadense. Em 1921 a família mudou-se para o bairro de Hochelaga-Maisonneuve em Montreal, onde recebeu a educação primária. Em 1936, ele recebeu o título de Bacharel em Artes pela Universidade de Montreal, antes de entrar no seminário maior de Montreal, onde recebeu o título de doutor em teologia em 1941. Enquanto estava lá, ele serviu como secretário de meio período do Tribunal Diocesano do Casamento. Ele foi ordenado em 15 de agosto de 1940. Ele então estudou na Universidade de Laval em Quebec de 1941 a 1944, doutorando em direito canônico.
O Padre Gagnon foi admitido na Sociedade de São Sulpício em 1945. Após seu retorno a Montreal, ele ensinou teologia moral e direito canônico no Grande Seminário de 1945 a 1954. Ele se juntou aos Cavaleiros de Colombo em 1950 e foi membro da St. Boniface Council 3 158 em Manitoba. Foi reitor do seminário maior de São Bonifácio de 1954 a 1960 e, em seguida, diretor do seminário maior de Manizales, Colômbia. Gagnon foi eleito Provincial da Sociedade de Saint-Sulpice para o Canadá, Japão e América Latina. Durante este tempo, ele também atuou como perito (conselheiro e consultor teólogo) durante o Concílio Vaticano II, especialmente nas 3ª e 4ª sessões (1964-1965). Tornou-se secretário do Pontifício Conselho para as Comunicações Sociais em 1966. Em junho de 1968, foi nomeado um dos trinta consultores da Congregação para a Educação Católica.
Gagnon foi nomeado bispo de St. Paul, Alberta, em 19 de fevereiro de 1969, e foi consagrado em 25 de março de 1969, em St. Paul, pelo Arcebispo Emanuele Clarizio, Delegado Apostólico no Canadá; os principais co-consagradores foram os arcebispos Anthony Jordan, OMI, de Edmonton, e Maurice Baudoux, de Saint-Boniface.
Em 1972, ele foi nomeado reitor do Colégio Canadense em Roma. Gagnon se tornou arcebispo da sede titular de Justiniana em 7 de julho de 1983. Ele foi nomeado cardeal pelo Papa João Paulo II durante o consistório de 25 de maio de 1985.
Durante o pontificado de Paulo VI, o cardeal Gagnon foi designado para investigar a infiltração maçônica dentro da Cúria Romana, após o Papa declarar que a "fumaça de satanás havia entrado no templo de Deus". Esse período foi marcado por um clima de grande tensão na Igreja Católica, e a investigação de Gagnon se concentrou em identificar influências externas que poderiam afetar a integridade da Santa Sé. Esse papel crucial desempenhado por Gagnon é uma parte significativa de sua contribuição à Igreja durante os anos de sua atuação no Vaticano.
O Cardeal Gagnon também foi uma figura central nas discussões do Concílio Vaticano II, atuando como perito (consultor teológico) nas sessões de 1964-1965. Durante esse período, ele contribuiu para as decisões relativas à teologia moral e ao direito canônico, influenciando profundamente as reformas que transformaram a Igreja Católica nas décadas seguintes. Sua experiência e suas contribuições como perito ajudaram a moldar a direção da Igreja pós-conciliar, especialmente em relação à moralidade sexual e à doutrina sobre a família.
Durante sua carreira, Gagnon também foi envolvido em várias investigações sensíveis, incluindo a morte misteriosa de Papa João Paulo I. O cardeal teve acesso a informações confidenciais sobre os bastidores dessa situação, e ele é mencionado como uma das poucas testemunhas vivas desses eventos que ocorreram em 1978. Embora Gagnon não tenha sido diretamente responsável pelas investigações, seu envolvimento no processo e sua proximidade com os principais prelados da Igreja no Vaticano colocam-no em um contexto relevante para a compreensão dos eventos da época.
Cardeal Gagnon ocupou vários cargos importantes na Cúria Romana. Por muitos anos, ele foi presidente do Conselho Pontifício para a Família, e apoiou plenamente a proibição da contracepção na encíclica Humanae vitae do Papa Paulo VI. Participou do Sínodo dos Bispos em 1985 e em 1987. Em 1991, foi nomeado Presidente do Pontifício Comitê para os Congressos Eucarísticos Internacionais.
Em 1993, ele foi nomeado Oficial da Ordem do Canadá. Ele se opôs à legalização do casamento entre pessoas do mesmo sexo no Canadá em 2005.
Cardeal Gagnon morreu em 25 de agosto de 2007, em Montreal, no Seminário Saint-Sulpice. A missa fúnebre foi na Basílica de Notre Dame em Montreal. Ao saber de sua morte, o Papa Bento XVI disse que o cardeal Gagnon era um "pastor fiel que, com espírito evangélico, consagrou sua vida a serviço de Cristo e de sua Igreja". 

## Atribuições Especiais
Em 1987, o cardeal Gagnon recebeu a tarefa de buscar uma reaproximação com a tradicionalista Sociedade de São Pio X do arcebispo Marcel Lefebvre. Gagnon conduziu entrevistas com o Arcebispo e outros e visitou instituições pertencentes à nova Sociedade. Infelizmente, o arcebispo recusou a condição de ordenar apenas um bispo para a Sociedade. A missão terminou em fracasso e o Arcebispo Lefebvre foi excomungado em 1988, depois de consagrar quatro bispos sem a permissão da Santa Sé.

## Legado
O cardeal Gagnon lecionou no Pontifício Instituto João Paulo II para Estudos sobre Casamento e Família na Universidade Católica de Washington, DC. A Catédra Cardeal Edouard Gagnon de Teologia Fundamental foi criada no Instituto pelos Cavaleiros de Colombo em homenagem ao Cardeal Gagnon.